# Барри, Исаак
Исаак Барри Оджума (англ. Isaac Barry Ojumah; 28 августа 2001 года, Бенин-Сити) — нигерийский футболист, защитник армянского клуба «Урарту».

## Карьера
Футболом начал заниматься в академии «Райт Ту Уин» из Умуахиа. Летом 2022 года присоединился к второй команде армянского клуба «Урарту». Дебютировал 16 сентября в матче с «Арарат-Армения-2». Первыми голами отличился 3 апреля 2023 голя, оформив дубль в ворота «Сюника». Первый матч за первую команду провёл 6 июня, выйдя в стартовом составе на игру с «Араратом». В том же сезоне «Урарту» завоевал второе чемпионство в истории. Первым результативным действием отметился 1 сентября, отдав пас на гол Темура Джикии в ворота «Вест Армении».
Зимой 2024 года, за неимением игровой практики, перешёл в «Вест Армению» на правах аренды до конца сезона. Дебютировал 24 февраля в игре с «Араратом», выйдя в стартовом составе. Единственный гол за клуб забил 22 апреля в ворота того же соперника.
По возвращении в «Урарту» пробился в основу. 11 июля дебютировал в еврокубках, выйдя в старте на матч первого квалификационного раунда Лиги конференций против таллинского «Калева». В той кампании сыграл во всех четырёх матчах.

## Достижения
«Урарту»
- Чемпион Армении: 2022/23